# Ендіка Бухан
Енді́ка Буха́н де Руе́да (ісп. Endika Buján de Rueda; нар. 16 січня 2003, Баракальдо) — іспанський футболіст, вінгер клубу «Атлетік» (Більбао).

## Клубна кар'єра
Виступав за юнацькі команди «Баракальдо» та «Данок Бат». 23 червня 2022 року повернувся в «Баракальдо», де почав виступати за першу команду в Терсері Федерасьйон. Упродовж двох сезонів забив 11 голів у 60 матчах, допомігши команді двічі здобути підвищення до Прімери Федерасьйон.
1 лютого 2024 року підписав контракт з «Атлетіком» (Більбао), де став виступати за резервну команду. В жовтні 2024 року отримав ушкодження спини, через яке пропустив декілька місяців. 8 лютого 2025 року дебютував в основному складі «Атлетіка» в матчі Ла-Ліги проти «Жирони», вийшовши на заміну Ояну Сансету.

## Статистика виступів
Станом на 2 березня 2025 
| Клуб              | Сезон             | Чемпіонат           | Чемпіонат | Чемпіонат | Кубок | Кубок | Єврокубки | Єврокубки | Всього | Всього |
| Клуб              | Сезон             | Дивізіон            | Матчі     | Голи      | Матчі | Голи  | Матчі     | Голи      | Матчі  | Голи   |
| ----------------- | ----------------- | ------------------- | --------- | --------- | ----- | ----- | --------- | --------- | ------ | ------ |
| Баракальдо        | 2022–23           | Терсера Федерасьйон | 25        | 5         | —     | —     | —         | —         | 25     | 5      |
| Баракальдо        | 2024–25           | Сегунда Федерасьйон | 34        | 6         | 1     | 0     | —         | —         | 37     | 6      |
| Баракальдо        | Всього            | Всього              | 59        | 11        | 1     | 0     | 0         | 0         | 60     | 11     |
| Більбао Атлетік   | 2024–25           | Прімера Федерасьйон | 17        | 2         | 0     | 0     | —         | —         | 17     | 2      |
| Атлетік (Більбао) | 2024–25           | Ла-Ліга             | 1         | 0         | 0     | 0     | 0         | 0         | 1      | 0      |
| Всього за кар'єру | Всього за кар'єру | Всього за кар'єру   | 77        | 13        | 1     | 0     | 0         | 0         | 78     | 13     |